# Finders Keepers (2014)
Finders Keepers is een Amerikaanse horrorfilm uit 2014 onder regie van Alexander Yellen. De productie ging in première op televisiezender Syfy.

## Verhaal
Nadat Alyson Simon haar man Jonathan verlaat, betrekt ze samen met hun negenjarige dochter Claire een huis buiten de stad om daar opnieuw te beginnen. Wat de makelaar Alyson niet heeft verteld, is dat in hetzelfde huis een hele familie is vermoord door de tienjarige zoon van het gezin. Hij deed dit onder invloed van een pop, die Claire aantreft onder een losse plank in de vloer. Ze is er meteen gek op en raakt er hoe langer hoe meer aan gehecht. Verschillende mensen proberen het meisje over te halen de oude pop te ruilen voor een nieuwe, maar Claire wil hier niets van weten. Alyson merkt dat haar dochter zich steeds vreemder gaat gedragen en probeert het speelgoed weg te gooien, maar dat belandt op de een of andere manier toch telkens weer in Claires bezit. Alyson zoekt hulp, maar iedereen die haar probeert bij te staan om Claire van haar pop te scheiden, komt op de een of andere manier aan zijn eind.

## Rolverdeling
- Jaime Pressly - Alyson Simon
- Kylie Rogers - Claire Simon
- Patrick Muldoon - Jonathan Simon
- Justina Machado - Elena Carranza
- Tobin Bell - Dr. Freeman
- Steve Austin - Garbage Man
- Joey Luthman - Zachary
- Trilby Glover - Kathy
- Mary Pat Gleason - Carol
- Tracy Mulholland - Jane
- Mark DeCarlo - Ken Stevens
- Joseph Gatt - Officer Cobbs
- Mercy Malick - Officer Adrien
- Rio Mangini - Dylan
- Lauren K. Montgomery - Ofelia